# Vokesimurex hirasei
Vokesimurex hirasei is een slakkensoort uit de familie van de Muricidae. De wetenschappelijke naam van de soort is voor het eerst geldig gepubliceerd in 1915 door Hirase.